# Carl Heinrich Bipontinus Schultz
Carl Heinrich Schultz (Zweibrücken, 30 giugno 1805 – Deidesheim, 17 dicembre 1867) è stato un botanico e medico tedesco, fratello del botanico Friedrich Wilhelm Schultz (1804-1876).
Viene indicato come Carl Heinrich "Bipontinus" Schultz, Carl Heinrich Schultz Bipontinus o semplicemente Bipontinus, essendo questo un riferimento latinizzato al suo luogo di nascita. Ciò era necessario perché nella sua vita visse un altro botanico tedesco con lo stesso nome, conosciuto come Carl Heinrich Schultzenstein Schultz.

## Biografia
Dal 1825 studiò medicina e scienze all'Università di Erlangen, dove fu allievo del botanico Wilhelm Daniel Joseph Koch. Nel 1827 continuò la sua formazione all'Università di Monaco, dove le sue influenze includevano il naturalista Maximilian Perty. Nel 1830 fece un viaggio di studio a Parigi e, dopo il suo ritorno, si stabilì in uno studio medico a Monaco. Dal 1832 al 1835 fu imprigionato per motivi politici e, dopo la sua liberazione, trascorse molti anni lavorando come medico all'ospedale di Deidesheim (1836-1867).
Si specializzò in studi di Asteraceae e fu l'autore tassonomico di molte specie all'interno della famiglia. Nel 1866 Friedrich Alefeld chiamò il genere Bipontinia (famiglia delle Fabaceae) in suo onore.
Nel 1840, Schultz insieme a 25 studiosi del Palatinato e delle aree limitrofe fondarono POLLICHIA, una società scientifica chiamata in onore del botanico Johan Adam Pollich (1740-1780). Schultz morì a Deidesheim il 17 dicembre 1867.

## Opere principali
- Analysis Cichoriacearum Palatinatus, 1841.
- Beitrag zur Geschichte und geographischen Verbreitung der Cassiniaceen, 1866.